# 勒拉泰
勒拉泰（法語：Le Latet，法語發音：[lə latɛ]）是法国汝拉省的一个市镇，属于隆斯勒索涅区。

## 地理
勒拉泰（46°48'16"N, 5°56'6"E）面积4.02 平方千米，位于法国勃艮第-弗朗什-孔泰大區汝拉省，该省份为法国东部内陆省份，北起上索恩省，西北接科多尔省，西临索恩-卢瓦尔省，南至安省，东与杜省和瑞士接壤。
与勒拉泰接壤的市镇（或旧市镇、城区）包括：勒拉尔德雷、穆图、莱南、勒帕斯基耶、蒙塔尼地区韦尔。
勒拉泰的时区为UTC+01:00、UTC+02:00（夏令时）。

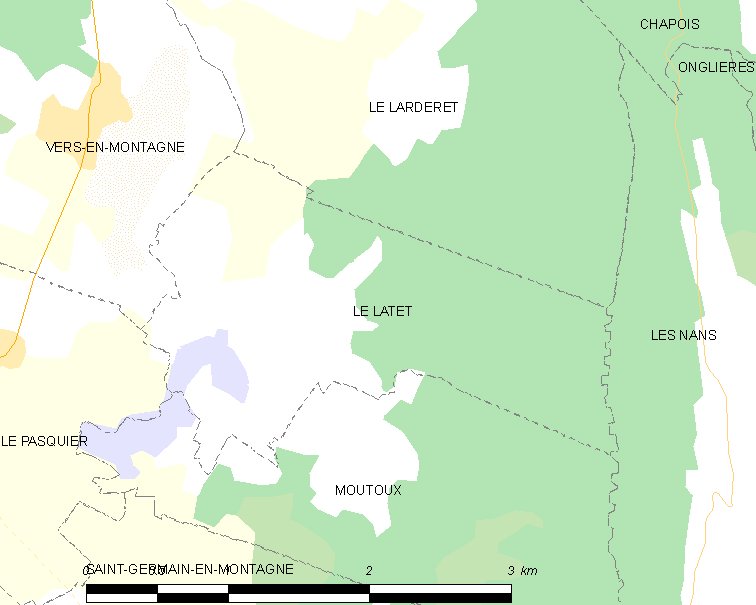
勒拉泰的OSM定位图

## 行政
勒拉泰的邮政编码为39300，INSEE市镇编码为39281。

## 政治
勒拉泰所属的省级选区为尚帕尼奥勒县。

## 人口

1962-2008年间勒拉泰人口变化图示

勒拉泰于2022年1月1日时的人口数量为89人。